# Elektrotechnika

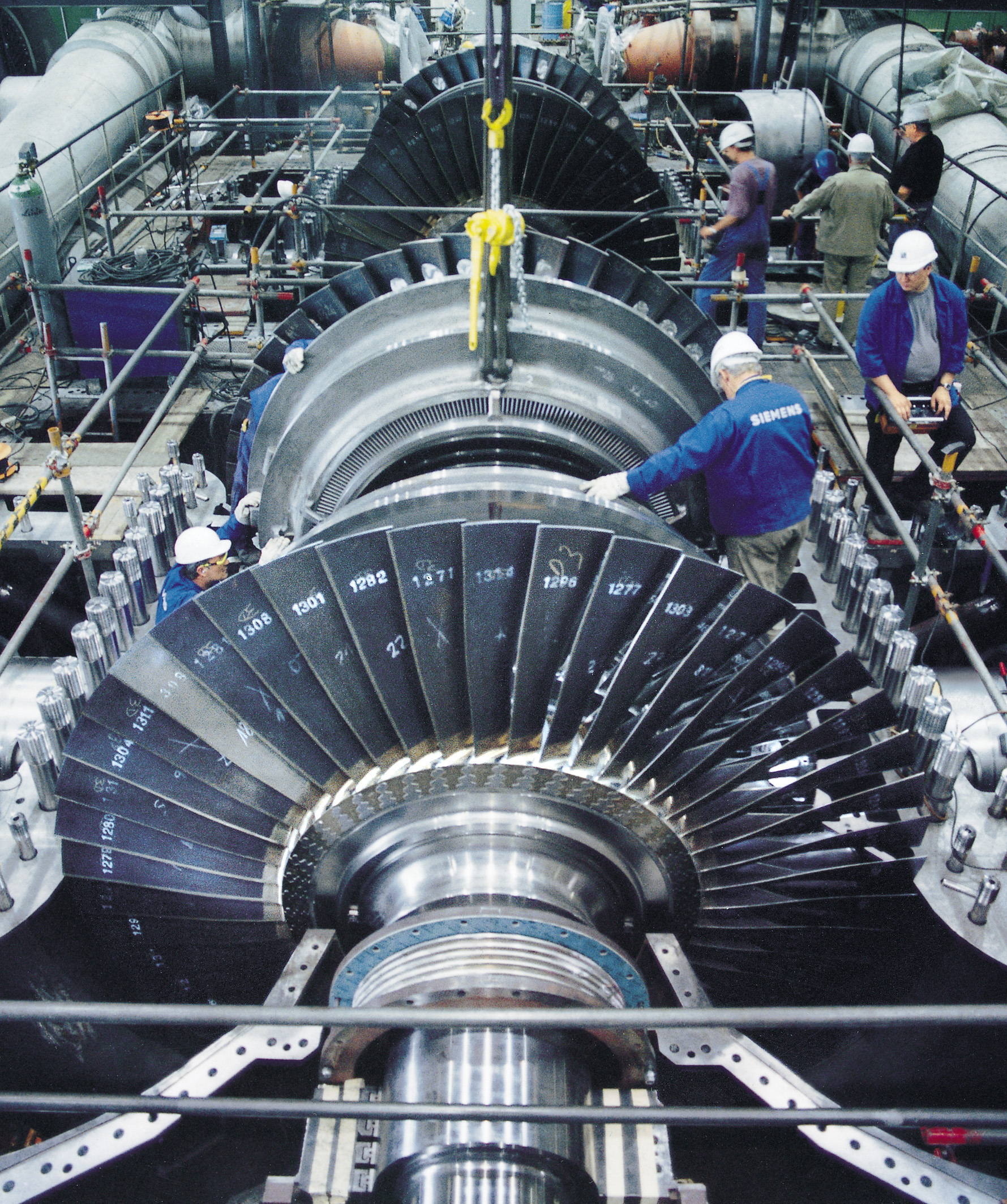
Widok na turbinę parową, którą elektrownie wykorzystują do wytwarzania energii elektrycznej

Elektrotechnika, inżynieria elektryczna, elektryka – dziedzina techniki i nauki, która zajmuje się zagadnieniami związanymi z wytwarzaniem, przetwarzaniem (przekształcaniem), przesyłaniem, rozdziałem, magazynowaniem oraz użytkowaniem energii elektrycznej.

## Elektrotechnika dawniej i obecnie
Dawniej do elektrotechniki zaliczano też pozostałe dziedziny inżynierii, które związane były z wykorzystaniem elektryczności i elektromagnetyzmu (telegrafię, telefonię, radiotechnikę). Wraz z wynalezieniem nowych urządzeń (lampa elektronowa, dioda, tranzystor) dziedziny te weszły w skład odrębnej, nowo powstałej dyscypliny zwanej elektroniką (i powiązanej z nią telekomunikacją). Elektronika, w odróżnieniu od elektrotechniki (w jej współczesnym rozumieniu), ogólnie rzecz biorąc nie zajmuje się zagadnieniami związanymi z energią elektryczną, ale koncentruje się na przetwarzaniu i przesyle sygnałów elektrycznych – dawniej analogowych, dziś przede wszystkim cyfrowych. Ponadto na gruncie elektroniki i telekomunikacji rozwinęła się inżynieria komputerów i związana z nią informatyka i teleinformatyka – dziedziny zajmujące się dziś przetwarzaniem i przesyłem danych.

## Podstawy
Podstawą dla elektrotechniki są:
- fizyka (w tym szczególnie elektryczność, prąd elektryczny, elektrodynamika, elektromagnetyzm i teoria obwodów, która opisuje oddziaływanie takich elementów jak oporniki, kondensatory, cewki zarówno w obwodach prądu stałego, jak i w obwodach prądu przemiennego; jednofazowego i trójfazowego)
- matematyka (w tym algebra liniowa, analiza matematyczna, równania różniczkowe i metody numeryczne)

Dziedziny te pozwalają uzyskać zarówno jakościowy, jak i ilościowy opis pracujących urządzeń elektrycznych.

## Zagadnienia elektrotechniki

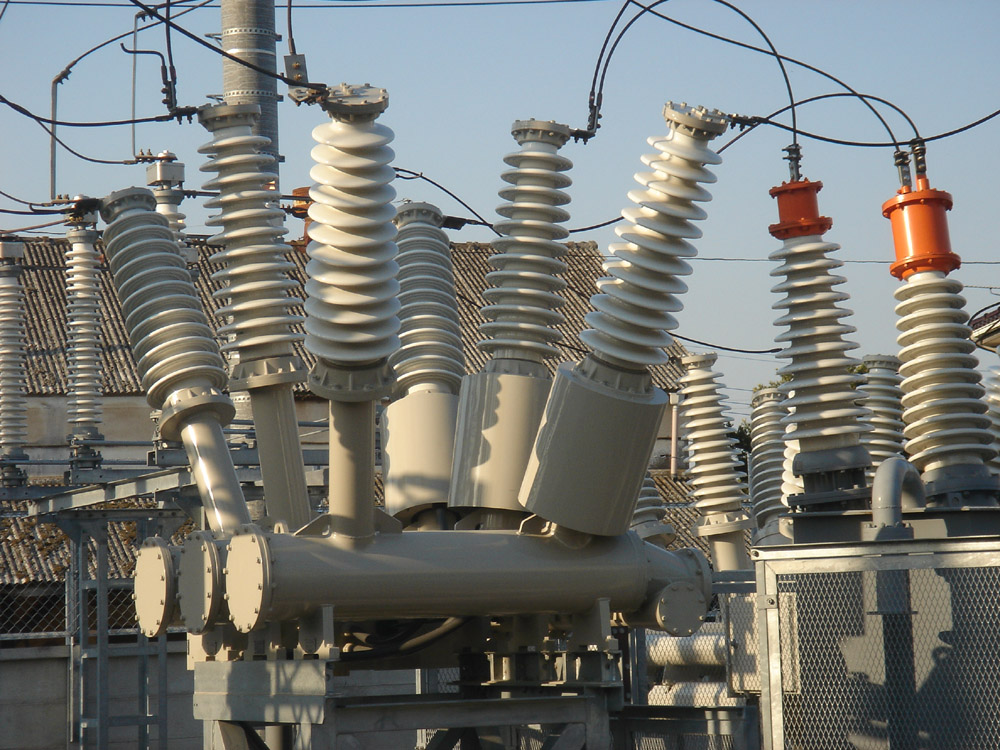
Aparatura wysokiego napięcia

Elektrotechnika obejmuje między innymi takie zagadnienia jak:
- metrologia elektryczna (miernictwo elektryczne) – oraz monitoring i diagnostyka urządzeń
- maszyny elektryczne (prądnice, silniki elektryczne, transformatory)
- elektroenergetyka
  - wytwarzanie energii elektrycznej, źródła prądu, generatory elektryczne, elektrownie: konwencjonalne i niekonwencjonalne (korzystające z odnawialnych źródeł energii), mikroźródła (generacja rozproszona), bezstykowe źródła zasilania
  - technika wysokich napięć
  - linie napowietrzne i kablowe, stacje elektroenergetyczne (rozdzielnie, stacje transformatorowo-rozdzielcze i stacje transformatorowe), aparaty elektryczne, instalacje elektryczne
  - zabezpieczenia elektryczne (przeciwzakłóceniowe): techniki przepięciowe, techniki odgromowe, jakość energii elektrycznej (zob. też elektroenergetyczna automatyka zabezpieczeniowa)
  - sieci elektroenergetyczne w tym sieci inteligentne
  - przesył danych liniami elektroenergetycznymi
- urządzenia elektryczne
- środowisko pracy urządzeń elektrycznych (kompatybilność elektromagnetyczna)
- bezpieczeństwo użytkowania urządzeń elektrycznych
- użytkowanie energii elektrycznej (zwykle związane z jej przetwarzaniem w inne rodzaje energii):
  - świetlną (zob. technika świetlna)
  - mechaniczną (zob. napęd elektryczny)
  - cieplną (zob. elektrotermia, technika mikrofal)
  - chemiczną (zob. elektrochemia)

### Wybrane zastosowania
- w transporcie: instalacja elektryczna pojazdów, pojazdy elektryczne (w tym: elektryczne zespoły trakcyjne), sieć trakcyjna, kolej napędzana silnikami liniowymi, kolej magnetyczna, urządzenia elektryczne okrętów (w tym okrętów podwodnych i torped) oraz innych statków (w tym samoloty elektryczne).
- w budownictwie i przemyśle (np. napędy wind, dźwignic; maszyny elektryczne dla HVAC)
- w medycynie (precyzyjne maszyny elektryczne dla robotów wykonujących operacje chirurgiczne) i inżynierii biomedycznej (napędy protez, rozrusznik serca, pompa insulinowa itp.)
- w urządzeniach powszechnego użytku: napędy w elektronarzędziach, sprzęcie AGD, komputerach (np. napędy dysków twardych)
- w automatach publicznych (np. napędy w bankomatach, automatach z biletami, handlowych itp.)
- w systemach wojskowych (np. generatory dla broni wykorzystującej emitowanie wiązek skupionej energii ang. directed energy weapons, mikrogeneratory pojazdów bezzałogowych i przenośne mikrogeneratory dla piechoty)

## Związek z innymi dziedzinami
Elektrotechnika korzysta też z osiągnięć:
- energetyki (gospodarka energetyczna, rynki energii, nieodnawialne i odnawialne źródła energii)
- inżynierii mechanicznej (w tym: mechanika ciała stałego, materiałoznawstwo, konstruowanie i graficzny zapis konstrukcji)
- inżynierii materiałowej i fizyki materii skondensowanej (nowe materiały stosowane w elektrotechnice np. materiały inteligentne: piezoelektryki, piezomagnetyki, stopy z pamięcią kształtu; nadprzewodniki)
- elektroniki (zob. energoelektronika – tzw. elektronika przemysłowa, technika mikroprocesorowa, procesory sygnałowe)
- informatyki (dziś większość pracy inżynierskiej wymaga użycia komputerów; stosowanie oprogramowania komputerowego CAD powszechne jest między innymi przy projektowaniu instalacji elektrycznych).
- automatyki w tym między innymi:
  - sterowanie napędami
  - modelowanie układów elektroenergetycznych i sterowanie nimi (stabilność systemu elektroenergetycznego, regulacja częstotliwości i napięć w systemie elektroenergetycznym)

## Zawód inżyniera elektryka
W większości państw, licencjat z inżynierii oznacza pierwszy krok w kierunku świadectwa zawodowego i sam stopień programu jest uznawany przez organizacje zawodowe. Po ukończeniu uznawanego stopnia programu inżynier musi spełnić grupę wymagań (włączając wymagania doświadczenia zawodowego) przed uzyskaniem uprawnienia (certyfikacja). Po uzyskaniu uprawnienia, inżynier jest określony tytułem zawodowego inżyniera (w Stanach Zjednoczonych, Kanadzie i Republice Południowej Afryki), dyplomowanego inżyniera (w Indiach, Anglii, Irlandii i Zimbabwe), dyplomowanego zawodowego inżyniera (w Australii i Nowej Zelandii) lub inżyniera europejskiego (w większej części Unii Europejskiej, także w Polsce).
Zalety uprawnienia różnią się w zależności od miejsca. Na przykład w Stanach Zjednoczonych i Kanadzie „tylko licencjonowany inżynier może pieczętować pracę inżynierską dla publicznych i prywatnych klientów”. To wymaganie jest narzucone przez stan i regionalne ustawodawstwo takie jak ustawa inżynieryjna z Quebecu. W innych krajach, takich jak Australia, nie istnieje taka ustawa. W praktyce wszystkie organizacje certyfikujące zachowują kodeks etyczny, którego oczekują od wszystkich członków, by go dotrzymywać lub narazić się na wykluczenie. W ten sposób te organizacje odgrywają ważną rolę w zachowaniu standardów etycznych dla zawodu. Nawet w kompetencjach gdzie upoważnienie ma niewiele wspólnego lub nie ma żadnych prawnych związków z pracą, inżynierzy podlegają prawu o umownych zobowiązaniach. W przypadkach gdzie praca inżyniera zawodzi, może on podlegać deliktowi zaniedbania i w skrajnych przypadkach, zarzutowi zaniedbania karanego sądownie. Praca inżyniera musi również stosować się do innych licznych zasad i reguł takich jak kodeks budowlany i prawodawstwa odnoszącego się do prawa środowiskowego.
Zanikanie umiejętności technicznych jest poważnym problemem dla inżynierów elektryków. Członkostwo i uczestnictwo w technicznych stowarzyszeniach, regularne przeglądy czasopism w dziedzinie i zwyczaj ciągłej nauki są niezbędne dla zachowania fachowości.
Światowy zasięg osiągnęły dwie organizacje zawodowe dla inżynierów elektryków, które wywodzą się ze świata anglosaskiego (obie instytucje zrzeszają dziś także elektroników):
- brytyjski Instytut Inżynierów Elektryków (ang. IEE), który został scalony z Instytutem Zrzeszenia Inżynierów (ang. IIE) i jest dziś częścią Instytutu Inżynierii i Technologii (ang. IET)
- znany lepiej elektronikom, amerykański Instytut Inżynierów Elektryków i Elektroników (ang. IEEE). Instytut Inżynierów Elektryków i Elektroników daje 30% światowej literatury elektrotechniki, posiada ponad 360 tysięcy członków na całym świecie i organizuje ponad 3 tysiące konferencji rocznie. Instytut Inżynierii i Technologii wydaje 21 czasopism, posiada na całym świecie powyżej 150 tysięcy członków i utrzymuje, że jest największym zawodowym, inżynierskim stowarzyszeniem w Europie.

W Polsce długą tradycję w zrzeszaniu osób zawodowo zajmujących się elektryką (zarówno inżynierów, jak i techników) posiada Stowarzyszenie Elektryków Polskich (SEP). Stowarzyszenie to organizuje kursy i egzaminy związane z uprawnieniami zawodowymi SEP (do nadzoru lub zatwierdzania prac z urządzeniami elektrycznymi określonej kategorii).
W państwach jak Australia, Kanada i Stany Zjednoczone inżynierzy elektrycy tworzą około 0,25% siły roboczej. Poza tymi krajami trudno oszacować demografię zawodu z powodu mniejszej dokładności sprawozdań o statystykach zatrudnienia. Jednakże biorąc pod uwagę absolwentów elektrotechniki przypadających na jedną osobę, absolwenci elektrotechniki mogą prawdopodobnie być najbardziej licznymi w państwach takich jak Tajwan, Japonia, Indie i Korea Południowa.
Inżynierzy elektrycy projektują, rozwijają, testują i nadzorują rozwój instalacji elektrycznych. Na przykład mogą pracować przy obsłudze elektrowni, zajmować się oświetleniem i instalacją elektryczną budynków, projektowaniem urządzeń gospodarstwa domowego lub nadzorem elektrycznym maszyn przemysłowych.
Dla wielu inżynierów, techniczna praca ogranicza się tylko do części pracy, którą wykonują. Dużo czasu może być spędzone na zajęciach takich jak dyskusja propozycji z klientami, przygotowanie zbiorów i określeniu planu projektu. Zdolność przedstawienia zarysu pomysłu jest stale bezcenna dla szybkiej komunikacji z innymi. Wielu starszych inżynierów zarządza zespołem techników lub innych inżynierów i dlatego umiejętności zarządzania są ważne. Większość projektów inżynierskich wymaga pewnych form dokumentacji i dlatego uwydatnione umiejętności komunikacyjne są bardzo ważne.
Miejsca pracy elektrotechników są tak różnorodne jak praca, którą wykonują. Elektrotechnicy mogą się znaleźć w środowisku nieskazitelnie czystego laboratorium zakładu przemysłowego, biurach firmy konsultingowej lub na terenie kopalni. Podczas swojego okresu pracy zawodowej, elektrotechnicy mogą się odnaleźć nadzorując szeroki zakres jednostek zawierający naukowców, elektryków, programistów komputerowych i innych inżynierów.